# رودولف كيرششلاغر
رودولف كيرششلاغر (بالألمانية: Rudolf Kirchschläger)، (20 مارس 1915 – 30 مارس 2000)، هو قاضي وسياسي ودبلوماسي نمساوي، شغل منصب رئيس النمسا من عام 1974 حتى عام 1986. حصل على وسام الصليب الأكبر ووسام الاستحقاق البرتغالي.

## الرئاسة
انتُخب كيرششلاغر رئيسًا للنمسا عام 1974. في محاضرة برنامجية ألقاها في جامعة إنسبروك في فبراير 1971، عرض خلالها فهمه لـ«السياسة الخارجية الأخلاقية». في عام 1974، أصدر عفوًا عن النازي النمساوي المدان فرانس نوفاك، الذي كان مسؤولًا عن تنسيق ترحيل اليهود الأوروبيين عبر السكك الحديدية إلى معسكرات الاعتقال والإبادة.
في عام 1980، انتُخب لفترة رئاسية ثانية بنسبة بلغت 80%، وهي أعلى نسبة تُسجل في أي انتخابات رئاسية في النمسا. وفي فبراير 1984، قام بأول زيارة دولة لرئيس نمساوي إلى الولايات المتحدة.

## حياته الخاصة ووفاته
تزوج من هيرما سورغر (1916–2009) منذ 17 أغسطس 1940 وحتى وفاته. أنجبا طفلين: كريستا (مواليد 1944) ووالتر (مواليد 1947).
توفي إثر أزمة قلبية في 30 مارس 2000 بالقرب من فيينا عن عمر ناهز 85 عامًا.

## روابط خارجية
- رودولف كيرخشليغر على موقع IMDb (الإنجليزية)
- رودولف كيرخشليغر على موقع مونزينجر (الألمانية)
- رودولف كيرخشليغر على موقع ديسكوغز (الإنجليزية)
- رودولف كيرخشليغر على موقع قاعدة بيانات الفيلم (الإنجليزية)
- رودولف كيرخشليغر على موقع أوليمبيديا (الإنجليزية)